# Brodiaeoideae
Brodiaeoideae is een botanische naam, voor een onderfamilie van eenzaadlobbige planten. Een onderfamilie onder deze naam wordt door slechts weinig systemen van plantentaxonomie erkend, maar wel door het APG III-systeem (2009), en wel voor een onderfamilie die geplaatst is in de familie Asparagaceae. Het gaat dan om dezelfde groep planten die in het APG-systeem (1998) en het APG II-systeem (2003) de familie Themidaceae vormde.
Het gaat om een groep van slechts enkele tientallen soorten in een dozijn genera. De belangrijkste geslachten zijn Brodiaea en Triteleia. Deze komen voor in het westen van Noord-Amerika.